# Ministério da Educação Nacional (Turquia)
O Ministério da Educação Nacional (em turco: Milli Eğitim Bakanlığı) é um ministério do governo da República da Turquia, responsável pela supervisão do sistema educacional do país (tanto no setor público quanto no privado), e da organização de um currículo nacional.